# 中村昌生
中村 昌生（なかむら まさお、1927年8月2日 - 2018年11月5日）は、日本の建築家、建築史家（日本建築史）。京都工芸繊維大学名誉教授、福井工業大学名誉教授。京都伝統建築技術協会を設立、理事長を務める。専攻は日本建築。工学博士。
愛知県出身。それまで建築史研究の対象としてはまれであった茶室や数寄屋建築を本格的に研究し、研究によって得られた知見を生かして設計活動を行った。また、桂離宮修理事業をはじめ、伝統建築の保存に貢献した。

## 来歴
1927年、愛知県名古屋市生まれ。彦根工業専門学校建築学科（現滋賀大学）を卒業した後、京都大学工学部の研修員となる。同大学助手等を経て、1973年、京都工芸繊維大学教授。
この間、文化財保護審議会専門委員や桂離宮整備委員、茶の湯文化学会会長等を歴任した。また、木造建築の伝統の継承と発展を目的とした京都伝統建築技術協会を1980年に設立。
京都工芸繊維大学退官後は福井工業大学で教鞭を執る。2001年、京都迎賓館伝統的技能活用検討委員会委員長。
2015年、京都の数寄屋大工平井家旧蔵の「小堀遠州好後藤勘兵衛宅茶室」（擁翠亭）を発見した。
2018年11月5日、呼吸不全で死去。91歳没。叙正四位。

## 受賞歴
- 1970年 「茶室の研究」で日本建築学会賞[3]
- 1991年 白鳥公園「清羽亭」の建築設計で日本芸術院賞[1][11]
- 1998年 京都市文化功労者
- 2006年 京都府文化賞特別功労賞[12]
- 2016年 全国日本学士会アカデミア賞[13]

## 作品
- 出羽遊心館（酒田市）
- 山寺芭蕉記念館（山形市）
- 新宿御苑・楽羽亭（新宿区）
- 白鳥公園・清羽亭（名古屋市）
- ギメ東洋美術館・虚白庵（パリ）
- スウェーデン国立民族学博物館・瑞暉亭（ストックホルム）
- 中之島香雪美術館・中之島玄庵（大阪市）[14]

他多数

## 著書
単著
- 『茶匠と建築』鹿島出版会、1971年1月1日。ISBN 978-4306050532。
- 『茶室の研究』墨水書房、1971年。ASIN B000J92WNU。
- 『茶室百選』淡交社、1983年1月。ISBN 978-4473008015。
- 『数寄屋建築集成―細部集 第6巻 床の意匠』小学館、1983年5月28日。ISBN 978-4096980064。
- 『京の町家』河原書店、1994年8月。ISBN 978-4761101268。
- 『茶室の見方（茶の湯案内 (7)）』主婦の友社、1984年9月。ISBN 978-4079181174。
- 『現代の数寄屋―公共施設集』毎日新聞社、1990年9月。ISBN 978-4620802534。
- 『待庵―侘数寄の世界』淡交社、1993年4月。ISBN 978-4473012890。
- 『日本の匠―六十三人の棟梁と語る』学芸出版社、1995年6月。ISBN 978-4761540517。
- 『茶室のある邸宅（数寄屋邸宅集成）』毎日新聞社（普及版）、1995年9月。ISBN 978-4620604732。
- 『大広間のある邸宅（数寄屋邸宅集成）』毎日新聞社（普及版）、1995年10月。ISBN 978-4620604749。
- 『図説 茶室の歴史―基礎がわかるQ&A』淡交社、1998年9月1日。ISBN 978-4473016140。
- 『建築講座 古典に学ぶ茶室の設計（建築知識スーパームック）』エクスナレッジ、1999年9月30日。ISBN 978-4767800486。
- 『数寄の空間―中村昌生の仕事』淡交社、2000年5月。ISBN 978-4473017161。
- 『茶室の研究―六茶匠の作風を中心に』河原書店（新訂版）、2001年1月。ISBN 978-4761101312。
- 『数寄屋と五十年―茶の建築の研究と和の創造をたどる』淡交社、2007年3月1日。ISBN 978-4473033390。
- 『茶室を読む―茶匠の工夫と創造（裏千家学園公開講座PELシリーズ）』淡交社、2008年10月1日。ISBN 978-4473019424。
- 『茶室集成』淡交社、2008年10月30日。ISBN 978-4473033796。
- 『和の佇まいを－中村昌生の茶室随想－』宮帯出版社、2011年11月30日。ISBN 978-4863668140。

共著
- 中村昌生（著）、建築思潮研究所（編）、京都伝統建築技術協会（編）、田畑みなお『公共茶室―中村昌生の仕事』建築資料研究社、1994年7月。ISBN 978-4874604250。
- 中村昌生（著）、田畑みなお『京の名邸宅（数寄屋邸宅集成）』毎日新聞社（普及版）、1995年11月。ISBN 978-4620604756。
- 中村昌生（著）、田畑みなお『風雅な別荘（数寄屋邸宅集成）』毎日新聞社（普及版）、1995年12月。ISBN 978-4620604763。